# Бирючевка (Татарстан)
 Бирючевка — деревня в Азнакаевском районе Татарстана. Административный центр Бирючевского сельского поселения.

## География
Находится в юго-восточной части Татарстана на расстоянии приблизительно 24 км на юго-запад  по прямой от районного центра города Азнакаево у речки Бугульминский Зай.

## История
Основана в первой половине XIX века, принадлежала помещикам Елачичам. 

## Население
Постоянных жителей было: в 1866 — 430, в 1889 — 355, в 1897 — 520, в 1920 — 296, в 1926 — 248, в 1938 — 253, в 1949 — 199, в 1958 — 148, в 1970 — 239, в 1979 — 130, в 1989 — 255, в 2002 году 390 (русские 38%, татары 59%), в 2010 году 413.